# Condado de Biłgoraj
Nota linguística: Não confundir hrabstwo (condado) com powiat (divisão administrativa)..
Biłgoraj (polaco: powiat biłgorajski) é um powiat (condado) da Polónia, na voivodia de Lublin. A sede do condado é a cidade de Biłgoraj. Estende-se por uma área de 1677,79 km², com 104 501 habitantes, segundo os censos de 2005, com uma densidade 62,28 hab/km².

## Demografia
População (dados de 30 de Junho de 2005):
|          | Total   | Total | Mulheres | Mulheres | Homens  | Homens |
| -------- | ------- | ----- | -------- | -------- | ------- | ------ |
|          | pessoas | %     | pessoas  | %        | pessoas | %      |
| Total    | 104 501 | 100   | 52 872   | 50,6     | 51 629  | 49,4   |
| Cidades  | 34 353  | 100   | 17 668   | 51,4     | 16 685  | 48,6   |
| Povoados | 70 148  | 100   | 35 204   | 50,2     | 34 944  | 49,8   |